# 盧人珣
盧人珣，贵州開陽人，清朝政治人物、同進士出身。
道光六年（1826年）丙戌科進士，三甲十五名，后官四川永寧縣知縣。